# Hardheim
Hardheim – miejscowość i gmina Niemczech, w kraju związkowym Badenia-Wirtembergia, w rejencji Karlsruhe, w regionie Rhein-Neckar, w powiecie Neckar-Odenwald, wchodzi w skład związku gmin Hardheim-Walldürn. Leży w Baulandzie, nad rzeką  Erf, ok. 36 km na północny wschód od Mosbach, przy drodze krajowej B27 i linii kolejowej Hardheim–Osterburken.

## Dzielnice
| Dzielnica      | Liczba mieszkańców |
| -------------- | ------------------ |
| Hardheim       | 4 894              |
| Schweinberg    | 725                |
| Gerichtstetten | 702                |
| Bretzingen     | 444                |
| Erfeld         | 304                |
| Dornberg       | 84                 |
| Rüdental       | 77                 |
| Rütschdorf     | 60                 |
| Vollmersdorf   | 44                 |

## Współpraca
Miejscowości partnerskie:
- Müntschemier, Szwajcaria
- Suippes, Francja